# Zhoukoudian

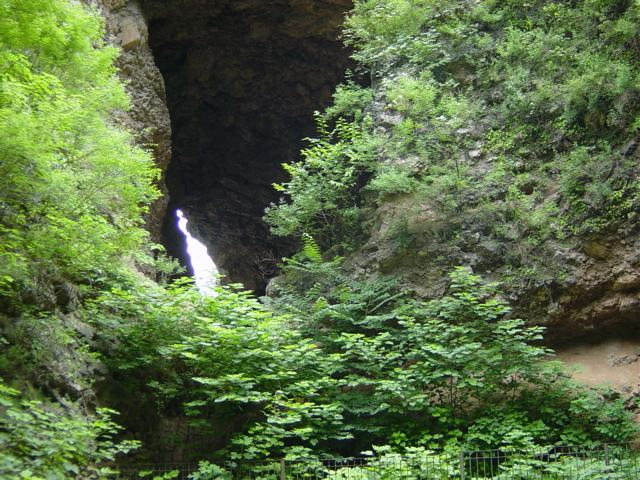
Höhle von Zhoukoudian, Fundstelle des Peking-Menschen (Aufnahme Juli 2004)

Zhoukoudian (chinesisch 周口店地区, Pinyin Zhōukǒudiàn Dìqū), früher auch Choukoutien oder Chou K’ou Tien,  ist ein Stadtunterbezirk des Stadtbezirks Fangshan (房山区) der chinesischen Hauptstadt Peking. Er liegt etwa 42 km südwestlich des Stadtzentrums. Die Fläche beträgt 121,2 Quadratkilometer und die Einwohnerzahl 42.840 (Stand: Zensus 2010). Zhoukoudian ist bekannt für das dort befindliche Höhlensystem.
Bedeutung erlangten mehrere Höhlen durch die Entdeckung von fossilen Frühmenschen und von  nahezu 100 Tierarten. Unter anderem wurden hier bis 1966 die Reste von etwa 45 sogenannten Peking-Menschen (Homo erectus), die Fossilien des Shandingdong-Menschen („Upper Cave Man“) sowie zehntausende Steinwerkzeuge gefunden.
Der Name des Hügels Longgushan über den Höhlen kann mit Drachenknochen-Hügel übersetzt werden. Dies ist eine Bezeichnung für die Verwendung von Fossilien in der Chinesischen Medizin.

## Geschichte der wissenschaftlichen Entdeckung
Lange als Quelle für „Drachenknochen“ bekannt, ahnte der Schwede Johan Gunnar Andersson, Bergbauberater der chinesischen Regierung, die mögliche Bedeutung der Höhlen und führte selbst 1918 sowie 1921 mit dem Österreicher Otto Zdansky (auch: Otto Stausky) Ausgrabungen durch. Zhoukoudian liegt in einer Übergangszone zwischen dem nordchinesischen Tiefland im Westen und dem Bergland des Yan-Gebirges (燕山,  Yànshān). Die Gegend ist wasserreich und weist natürliche Kalksteinhöhlen auf, so dass sie gute Bedingungen für das Überleben früher Hominiden bot.

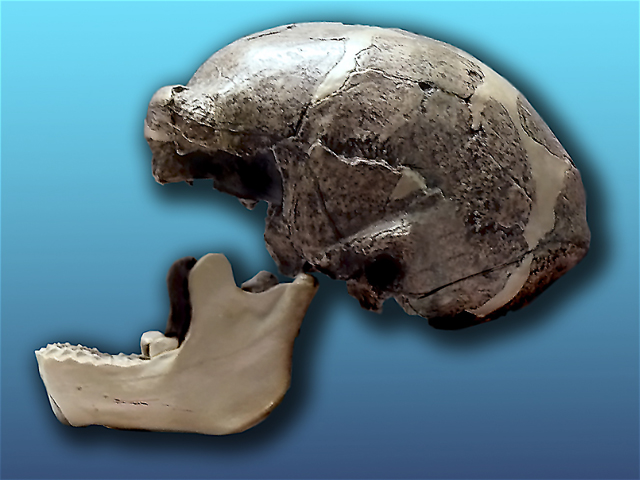
Nachbildung des ersten, 1929 entdeckten Schädels eines Peking-Menschen

Die geologische Behörde Chinas begann 1921 mit Ausgrabungen in der Unteren Höhle, unter der Leitung von Otto Zdansky. 1921 und im Sommer 1926 entdeckte sein Team einen oberen Molaren und einen unteren Prämolaren. 1927 beschrieb Zdansky diese fossilen Zähne im Bulletin of the Geological Survey, China als zugehörig zur Gattung Homo. Daraufhin warb der kanadische Arzt Davidson Black, der in Peking als Professor für Neuroanatomie und Embryologie tätig war, eine großzügige Zuwendung der Rockefeller-Stiftung ein und begann 1927 mit eigenen Ausgrabungen. Nachdem auch er einen Zahn gefunden und als nicht dem Homo sapiens zugehörig identifiziert hatte, benannte er eine neue Gattung und Art, die er Sinanthropus pekinensis („Peking-Mensch“) nannte (heute wie der „Java-Mensch“ bei Homo erectus eingeordnet). 1929 fanden Pei Wenzhong und andere aus Blacks Team einen gut erhaltenen Schädel, bei dem bis auf die Gesichtsknochen und den Oberkiefer fast alle Knochen erhalten geblieben waren.
Klüfte im Kalkstein enthielten Ablagerungen des mittleren Pleistozän mit den Resten von vermutlich mehr als 40 Individuen, sowie fossile Knochen von Tieren, frühe Werkzeuge (Chopping Tools) und Abschläge, die bei ihrer Herstellung angefallen waren. Die ältesten waren vermutlich mehr als 400.000 Jahre alt. Im Jungpaläolithikum wurde das Höhlensystem durch Homo sapiens wieder genutzt; ihm zugeschrieben wird beispielsweise ein rund 40.000 Jahre altes Unterkieferfragment aus der Tianyuan-Höhle.
Im Dezember 1941 wurden während der Kriegswirren des Japanisch-Chinesischen Krieges alle bisher gefundenen Teile der altsteinzeitlichen Fossilien der Peking-Menschen in Kisten verpackt, um in die USA transportiert zu werden. Nur zwei Zähne waren schon früher nach Schweden geschickt worden. Zum Abtransport kam es wegen der japanischen Invasion Chinas nicht mehr. Eine Theorie geht davon aus, dass Japaner die Holzkisten nach Japan bringen wollten, diese jedoch bei einem Angriff zerstört wurden. Als eine andere Hypothese wird genannt, dass die Fossilien als „Drachenknochen“ auf dem lokalen Markt gelandet sind. Von den damaligen Funden existieren nur noch Gips-Abgüsse und genaue Zeichnungen der Funde.
In der Umgebung sind auch heute noch weiterhin wissenschaftliche Teams beschäftigt, wobei neue Höhlen mit derzeit noch nicht identifizierten Funden entdeckt wurden.

## Die Höhlen als Lebensort
Die Höhlen von Zhoukoudian werden häufig als einer der ersten Belege für die Benutzung des Feuers durch Menschen genannt. Während inzwischen ältere Feuerstätten gefunden wurden, bezweifeln Noel Boaz und Russel L. Ciochon die Kontrolle über das Feuer in den Höhlen von Zhoukoudian. Sie stellen die Altsteinzeit-Bewohner als Aasfresser dar, die – ihrer Theorie nach – nicht dort gelebt haben, sondern von Hyänen als Futter in die Höhle verschleppt wurden. Eine regelmäßige Feuernutzung konnte von Brandspur-Experten des Teams nicht festgestellt werden.

## Aufnahme in das Weltkulturerbe
In den 1960er-Jahren wurde Zhoukoudian durch den chinesischen Staatsrat als bedeutendes kulturelles Relikt aufgeführt. Während seiner 11. Sitzung am Sitz der UNESCO in Paris vom 7. bis 11. Dezember 1987 beschloss das Welterbekomitee die Aufnahme der Fundstätte Zhoukoudian in das UNESCO-Weltkulturerbe. Der Ort sei nicht nur ein Gedenkort für die prähistorische Geschichte Asiens, sondern illustriere auch den Prozess der Evolution.
Am 5. Dezember 1993 stellte das Büro des Welterbekomitees 26.000 US$ Soforthilfe zur Verfügung, um einige der Höhlen von Zhoukoudian, die aufgrund starken Regenfalls vom Einsturz bedroht waren, zu stabilisieren.
Auf eine Bitte der chinesischen Regierung um technische Unterstützung vom März 1998 hin besuchte vom 13. bis 17. September 1999 eine Expertengruppe der UNESCO-Welterbe-Behörde die Fundstätte Zhoukoudian und sprach einige Empfehlungen aus, wie die Stätte besser zu konservieren sei (Aufstellung eines Management-Plans, Schutz vor Erosion und Bewuchs, Management der Besucherströme etc.).
Auf seiner 26. Sitzung in Sankt Petersburg vom 24. Juni bis 6. Juli 2012 klassifizierte das Welterbekomitee die Fundstätte Zhoukoudian zusammen mit zahlreichen anderen Welterbestätten als eine Stätte von „herausragendem universellem Wert“ (outstanding universal value).

Ansichten verschiedener Lokalitäten
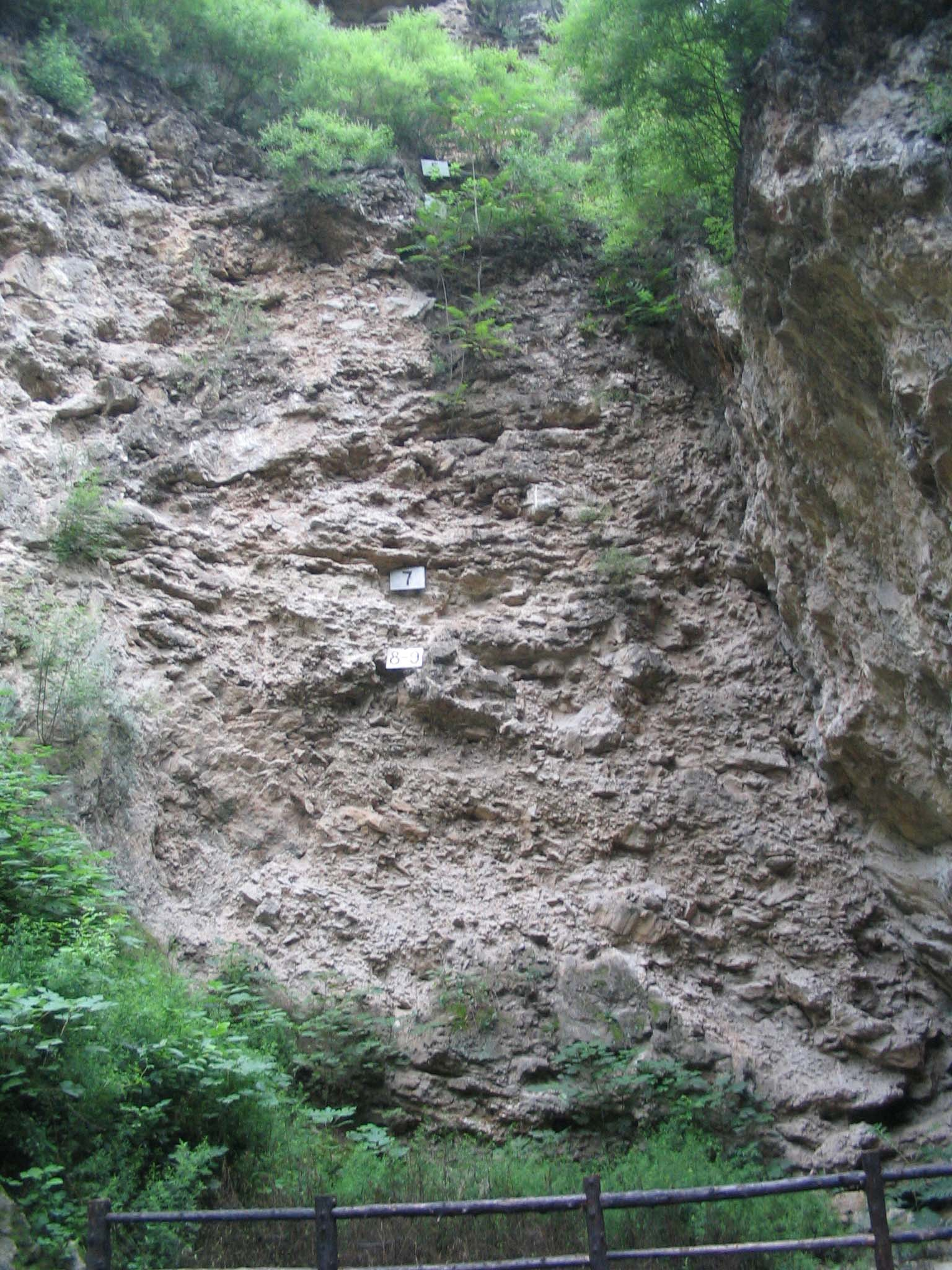
Lokalität 1
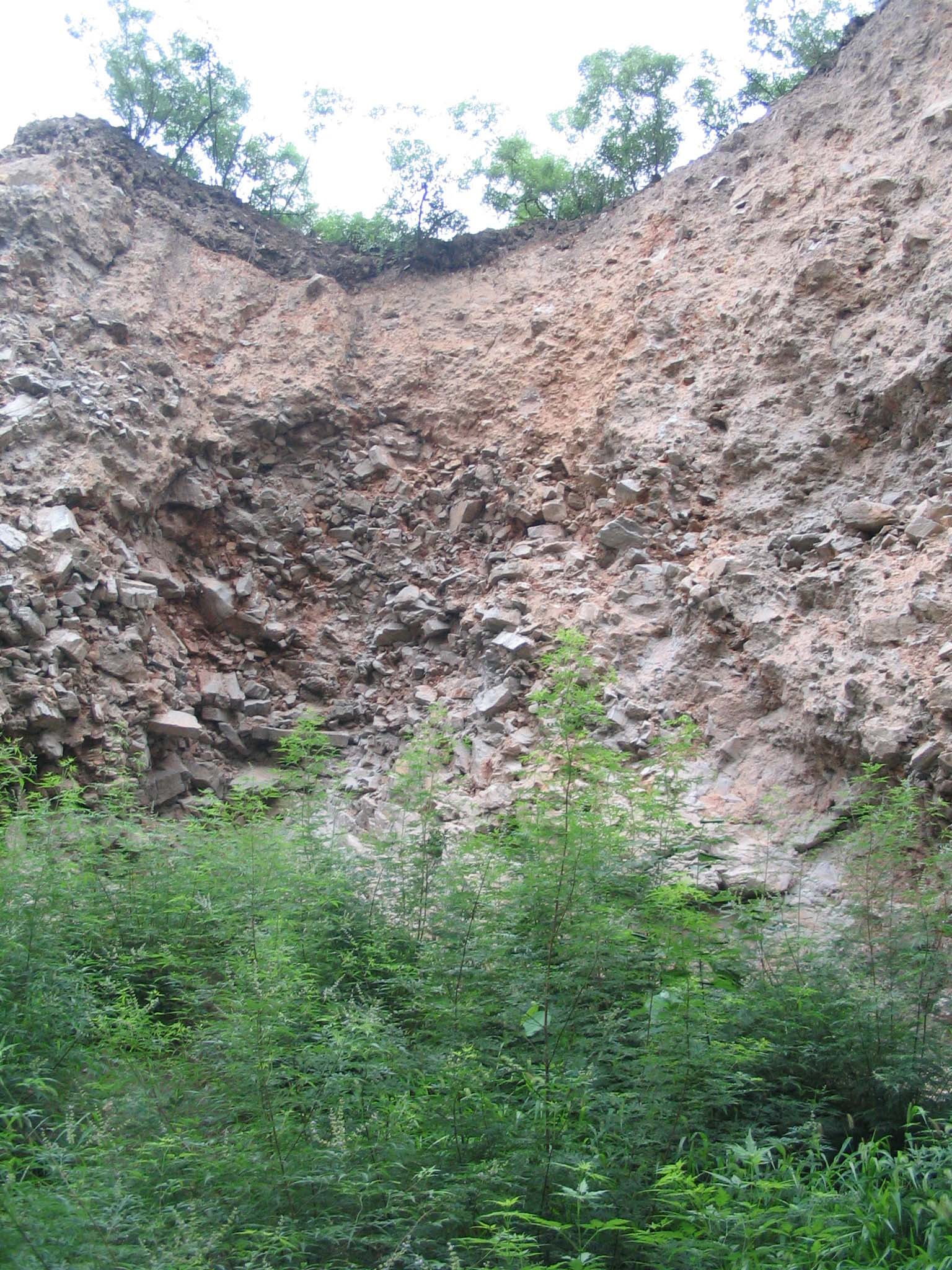
Lokalität 3
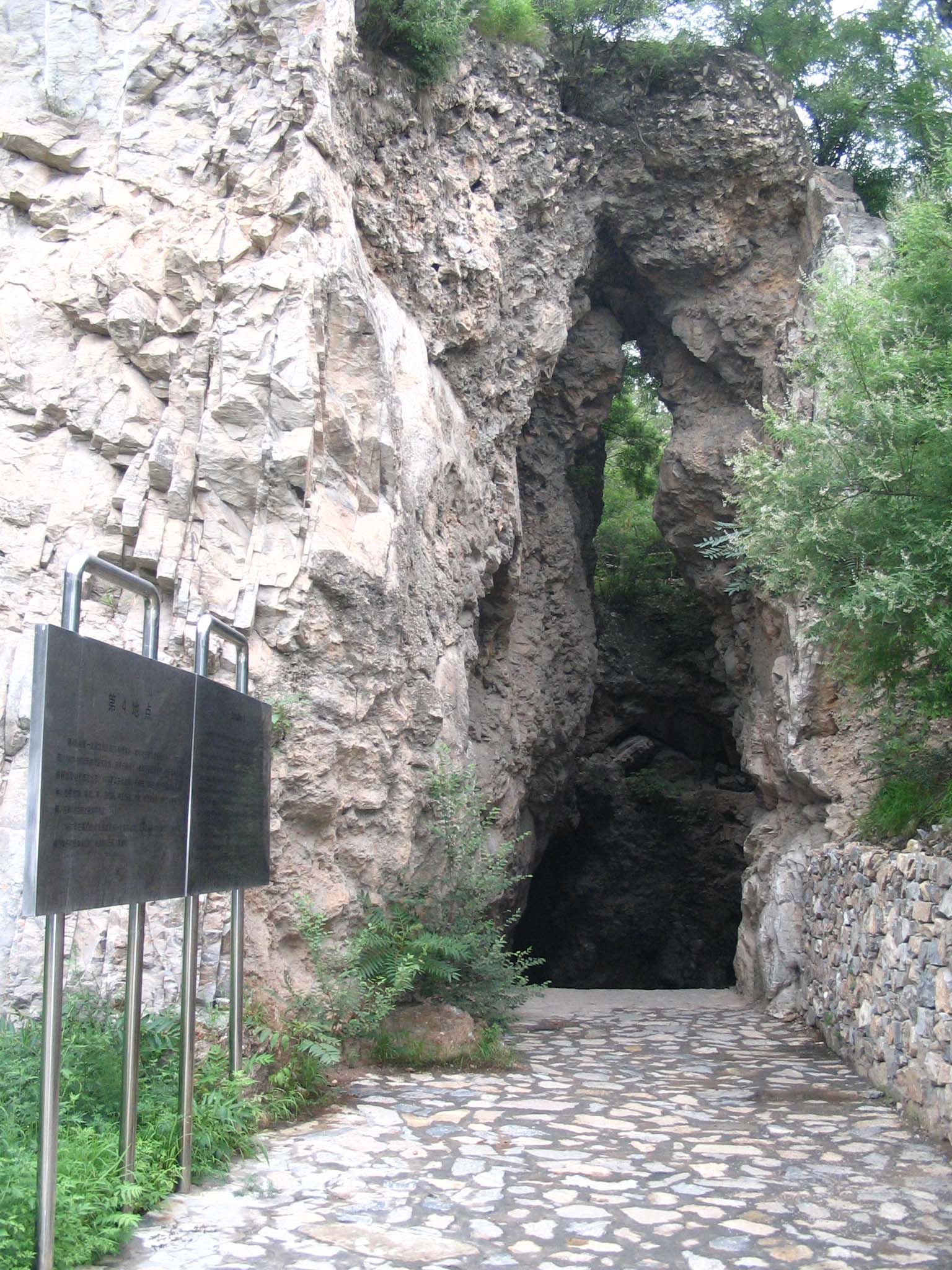
Lokalität 4
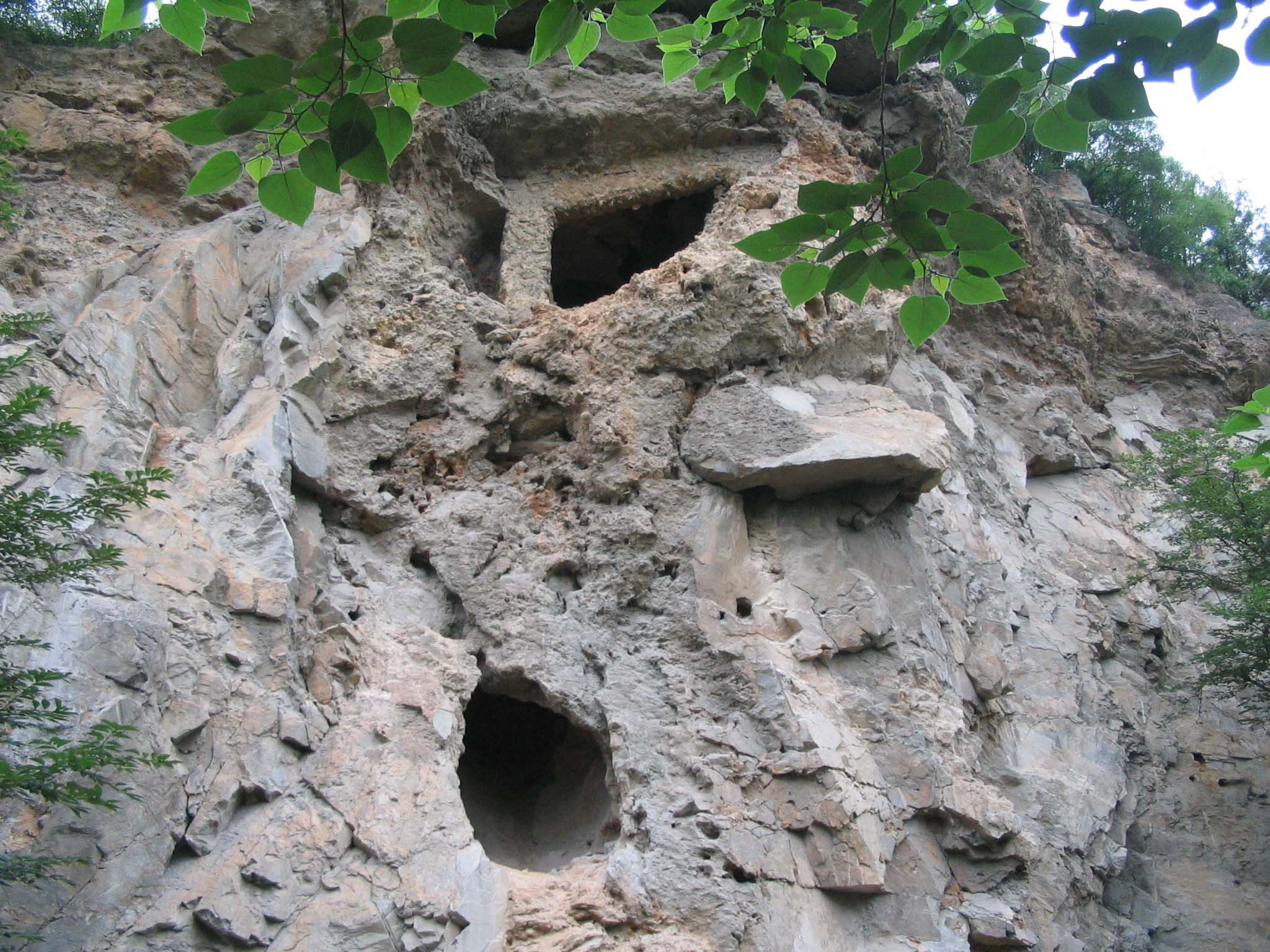
Lokalität 5
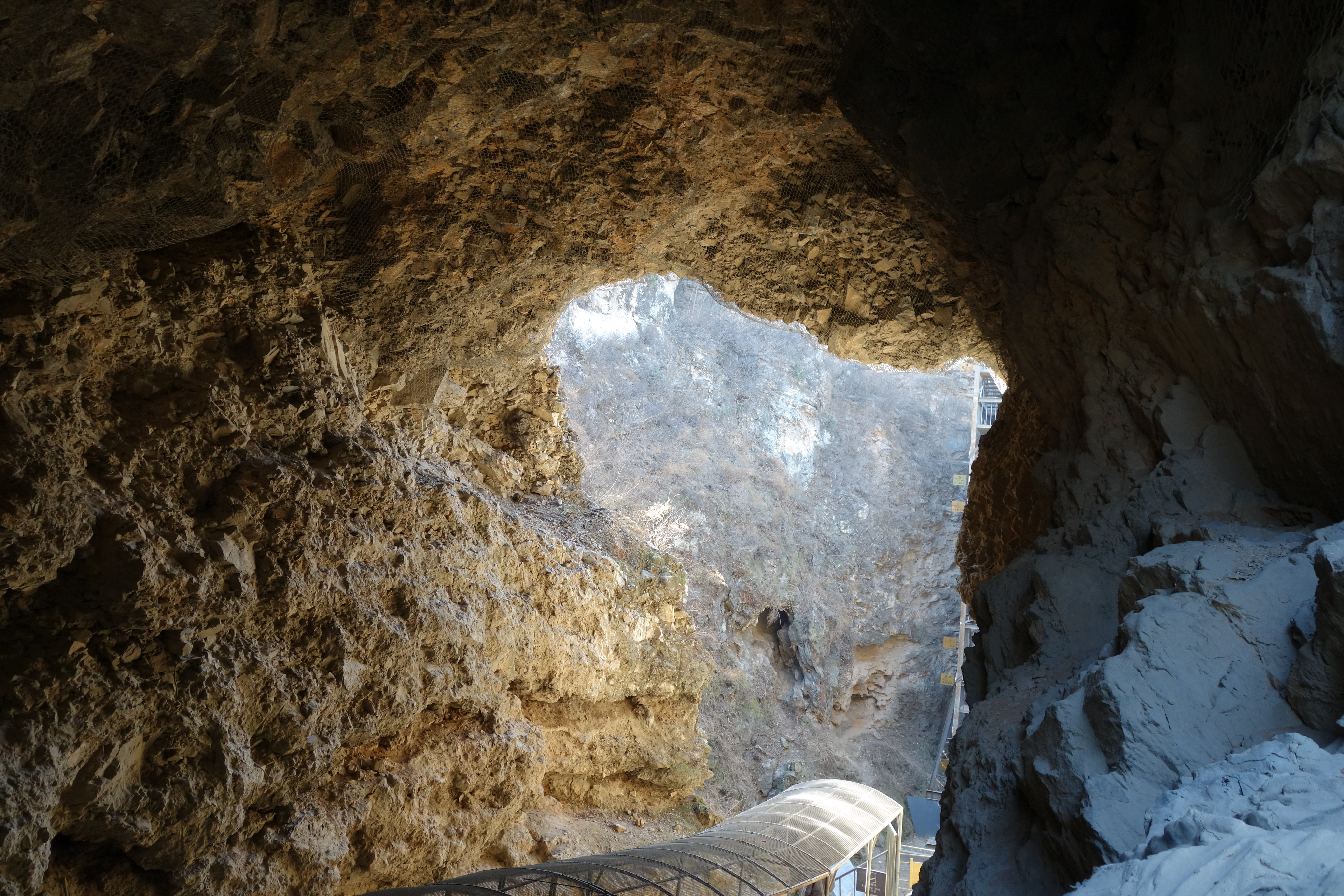
„Tauben-Höhle“
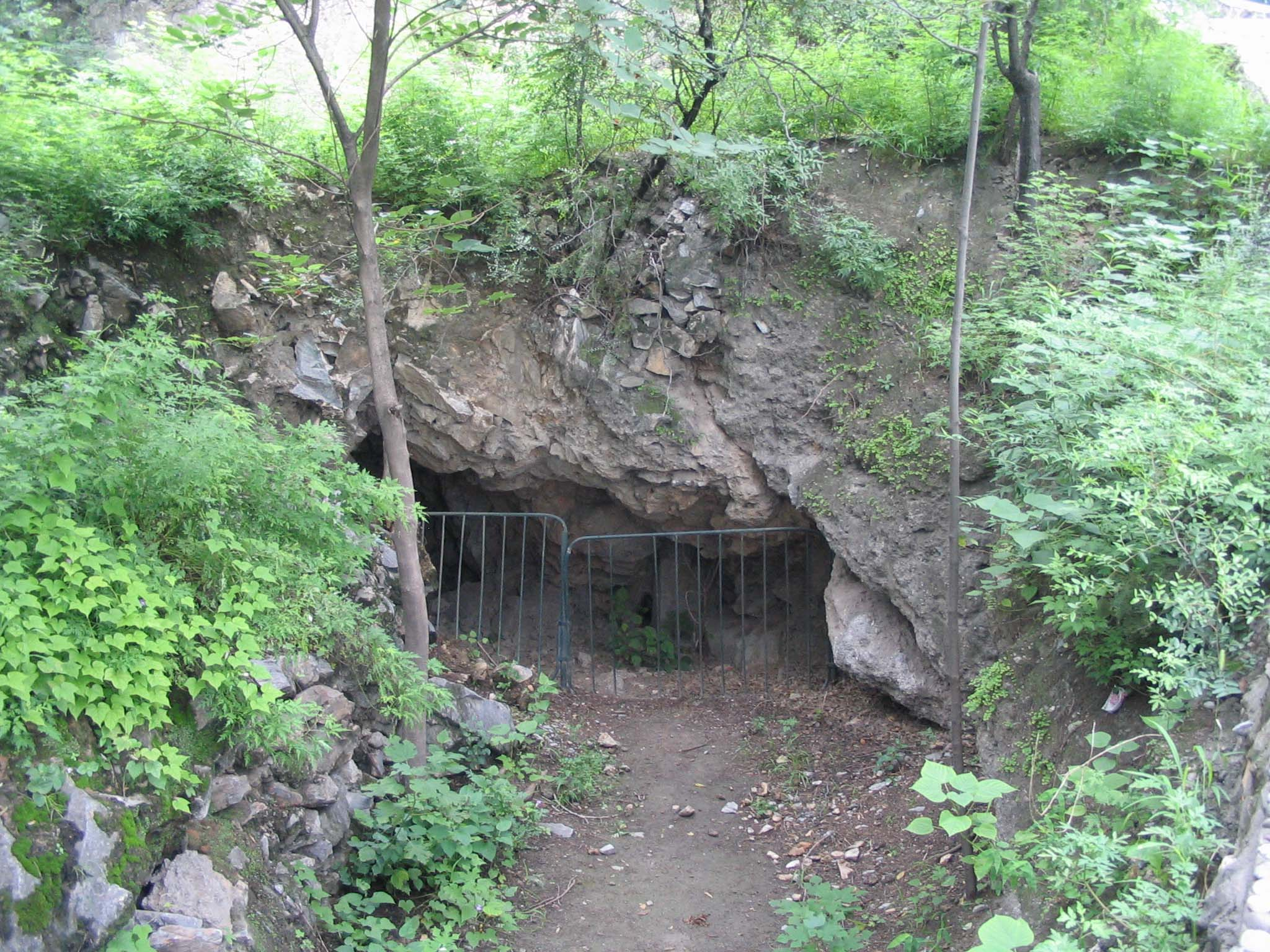
Lokalität 15

## Weiteres
Der Krater Choukoutien auf dem Asteroiden (243) Ida wurde nach der Höhle benannt.

### Belletristik
- Nivole Mones: Die Jadefrau. Blanvalet Verlag, ISBN 3-442-35388-2
- Robert Stuart Nathan: „Der Weisse Tiger“. Fischer, ISBN 3-596-28370-1